# Pescăruș argentinian
Pescărușul argentinian (Larus atlanticus) este o specie de pescăruș întâlnită de-a lungul coastei atlantice din sudul Braziliei, Uruguay și nordul Argentinei. Anterior era considerată o subspecie a speciei foarte asemănătoare Larus belcheri. Este un pescăruș mare cu spatele și aripile negre, capul și părțile inferioare albe, o bandă neagră în coada albă și un cioc galben cu vârful roșu și negru. Adulții care nu se reproduc au capul negricios și un inel ocular alb. Are o arie de reproducere destul de restrânsă și este amenințată de pierderea habitatului, iar IUCN a clasificat-o ca fiind „aproape amenințată”.

## Galerie

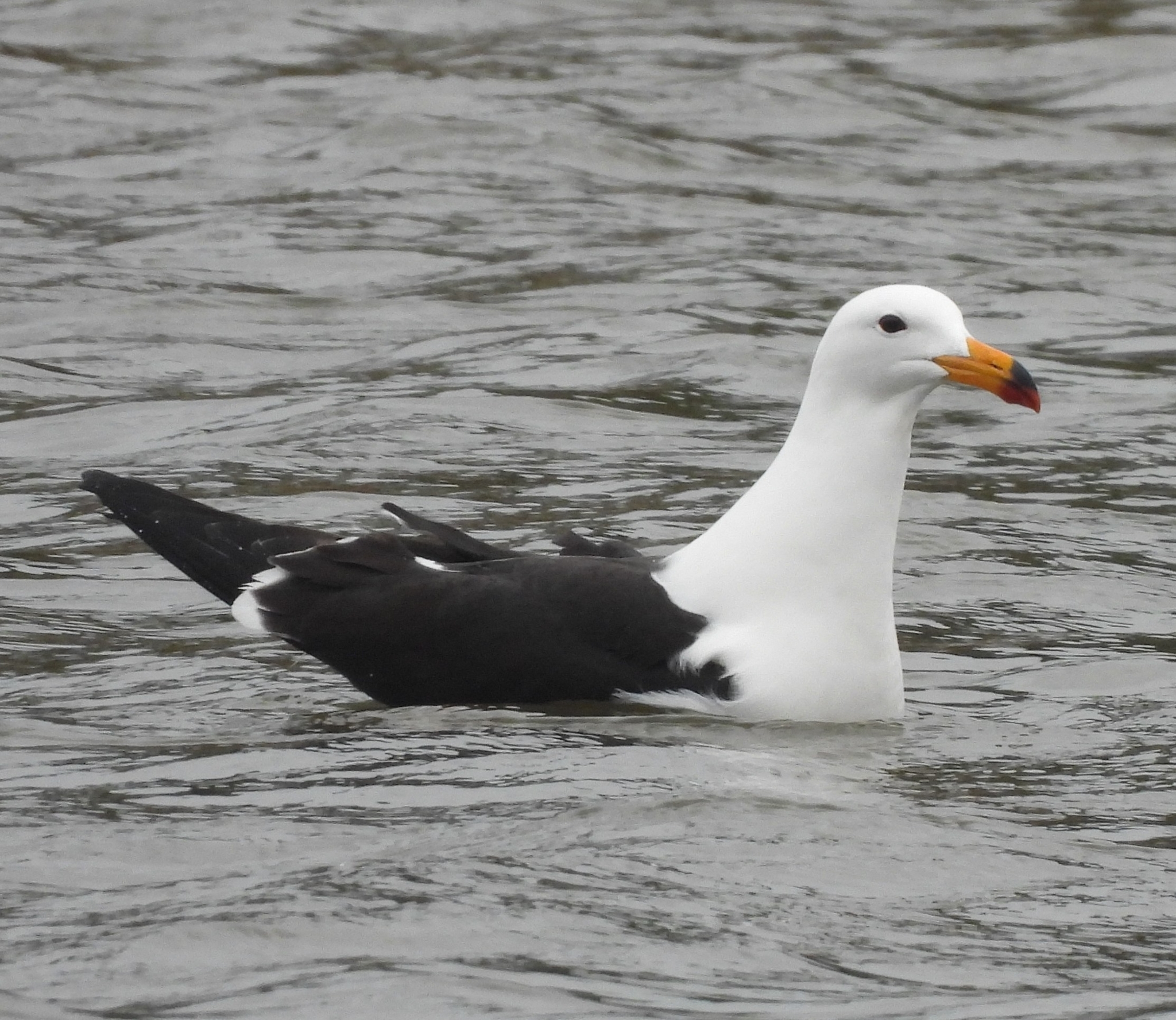
Adult
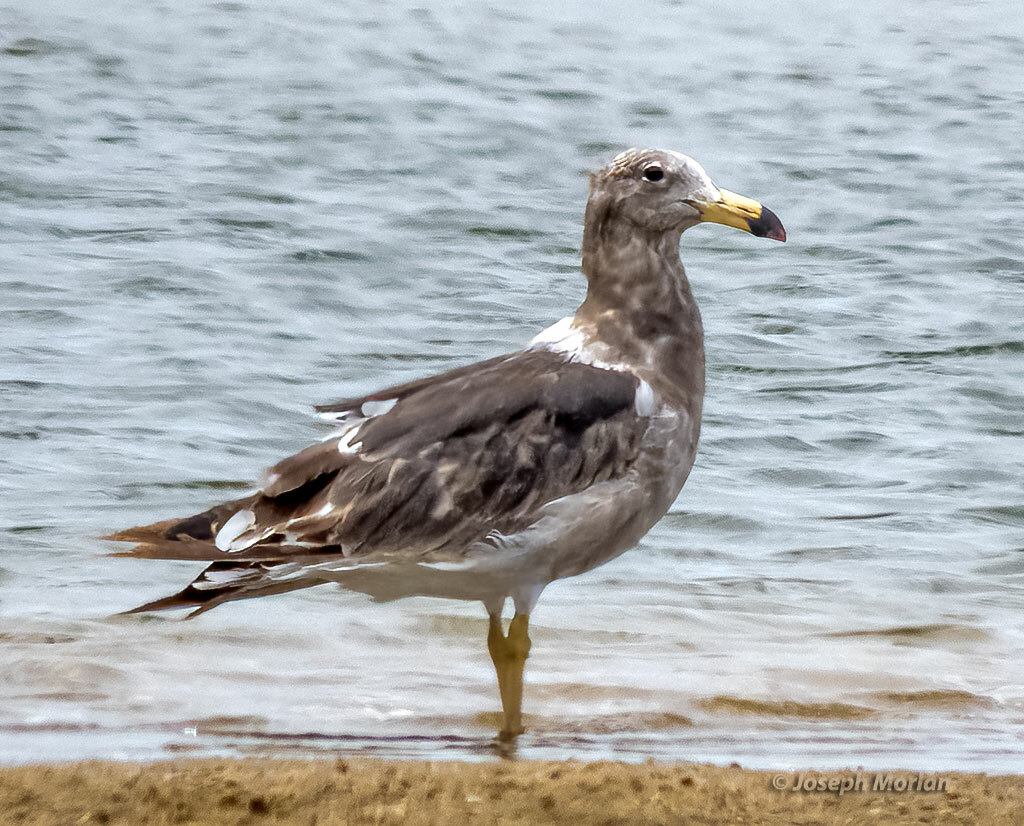
Juvenil